# Kees de Goede
Kees de Goede (Koog aan de Zaan, 1954) is een Nederlands beeldend kunstenaar.

## Biografie
Hij nam onder andere deel aan de Triënnale van Neurenberg, 1979 en de Biënnale van Parijs in Musée d'Art moderne, Parijs 1980.
Van 1977-1979 was hij deelnemer van Atelier's 63 in Haarlem, het huidige De Ateliers in Amsterdam. In 1981-1982 werkte hij in een atelier in Long Island, NYC, in het kader van het " studio residency program " van PS1 MOMA. Uit handen van koningin Beatrix ontving hij in 1982 de koninklijke subsidie voor schilderkunst.
Zijn eerste solotentoonstelling was in museum Fodor in Amsterdam in 1980. In museum De Pont in Tilburg was in 2015-2016 een grote overzichtstentoonstelling "Perpétuel".
In 2019 was hij vertegenwoordigd in de tentoonstelling " Vrijheid, De vijftig Nederlandse kernkunstwerken na 1968" in museum De Fundatie in Zwolle, samengesteld door Hans den Hartog Jager.

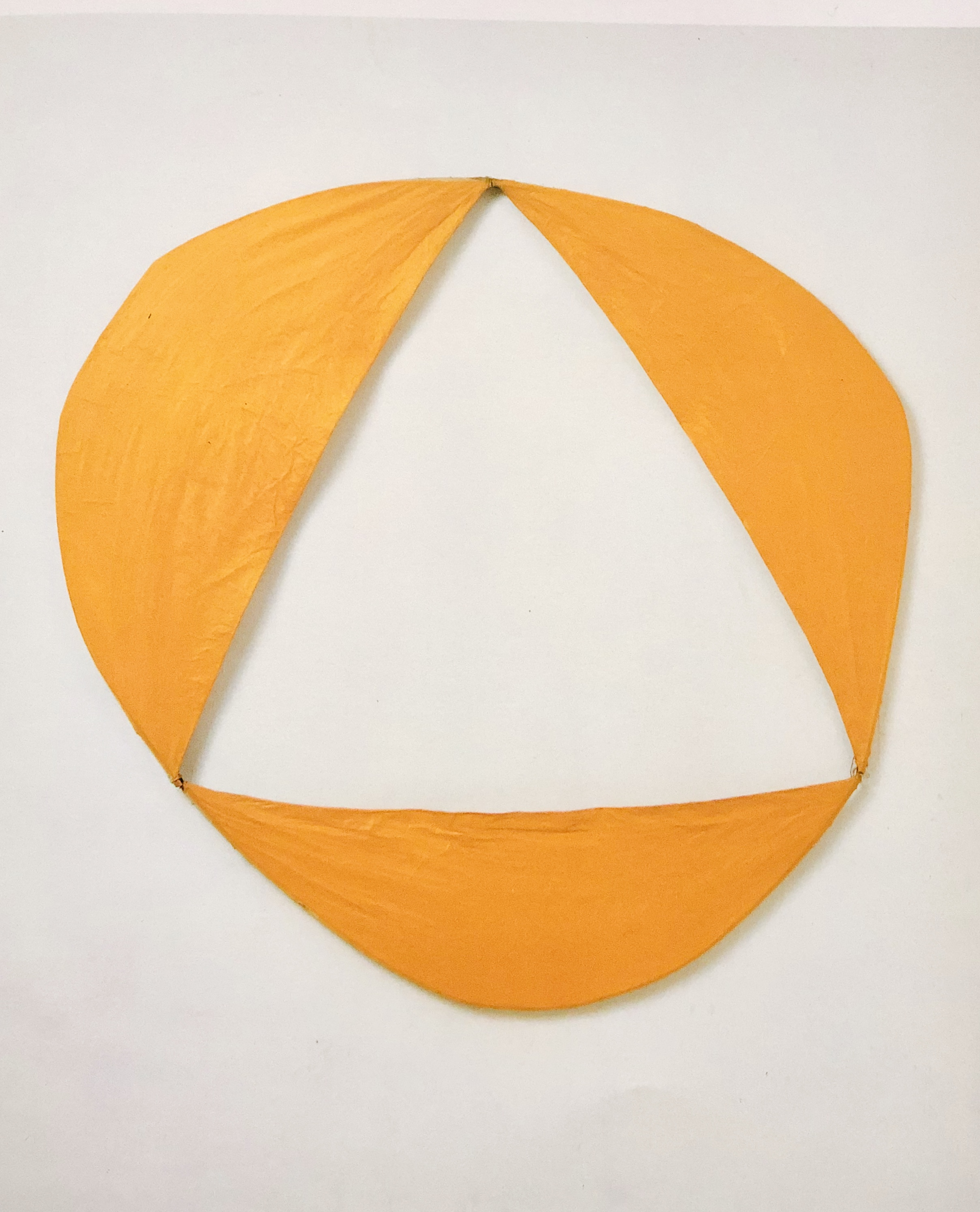
Z.T. 1978, diameter 116 cm, acryl en papier op een frame van bamboe, particuliere collectie, foto Rob Versluys

### Kenmerken werken
Sommige van zijn schilderijen zijn driedimensionaal en gemaakt van diverse materialen zoals takken waar het linnen over heen is gespannen. Een voorbeeld hiervan is zijn werk Pulse, een schilderij waaraan hij zo'n tien jaar heeft gewerkt en een diepte heeft van 44 centimeter.

## Werk in openbare collecties (selectie)
Werken van Kees de Goede bevinden zich onder meer in:
- Museum De Pont, Tilburg[2]
- Stedelijk Museum Amsterdam, Amsterdam[3]
- Van Abbemuseum, Eindhoven[4]
- Rijksmuseum Amsterdam, Amsterdam
- Kunstmuseum Den Haag
- Joods Historisch Museum, Amsterdam
- Museum Jan Cunen, Oss
- Fries Museum, Leeuwarden
- Rijksmuseum Twente

## Tentoonstellingen (selectie)
- Perpétuel, Museum De Pont, Tilburg[5]
- Intermezzo AkkuH - Aktuele Kunst Hengelo / Kunstcentrum Hengelo in Hengelo
- De Kunstcollectie van Margreet Bouman en Ronald Ruseler Arti et Amicitiae van 27 februari t/m 13 april 2012 in de Archipel in Amsterdam
- Stop Making Sense, Dordrechts Museum